# Université libre de Tbilissi
L’Université libre de Tbilissi (en Géorgien : თავისუფალი უნივერსიტეტი) est une Université de recherche privée basée à Tbilissi en Géorgie. Cet établissement est fondé en 2007 par Kakha Bendoukidze, un homme d’affaires et politicien géorgien, aussi connu sous le nom de « l’homme qui a remodelé la Géorgie ». Elle est le fruit de la fusion de deux écoles d’enseignement supérieur :  l'École européenne de gestion de Tbilissi et l'Institut de Tbilissi d'Asie et d'Afrique
Cette université comporte des écoles de premier et de deuxième cycle, comprenant des cours de mathématiques, d’économie, de commerce, d’ingénierie, d’art et de droit.

## Les Cursus
L’Université est composée de 6 écoles distinctes.

### L’École de Commerce
Cette école qui a commencé en tant qu’École Européenne de Management indépendante, est depuis sa création, le leader de l’enseignement commercial en Géorgie. Le programme propose une grande variété de cours aux niveaux licence et master, tels que la gestion, le marketing, la comptabilité et la finance, les études commerciales, la gestion des opérations et le "business in action" qui garantit une formation à la fois large et flexible, favorisant la créativité et l’esprit entrepreneurial.

### L’Institut Asie-Afrique
Cette école est la plus ancienne de l’université et conserve une importance particulière pour les cultures et la politique. Elle offre un  large panel de cours sur les cultures et les langues du Proche, Moyen et Extrême-Orient. En 2024 le programme proposait également des études sur l’Europe et les États-Unis. Le programme en relations internationales prépare les étudiants à des carrières dans la diplomatie, la politique étrangère, la défense, la sécurité nationale, les organisations internationales, les affaires internationales et l’enseignement. En plus de son large éventail de cours en diplomatie internationale, théorie politique, droit et économie, le cursus inclut des connaissances en littérature, culture, religion et histoire, avec la possibilité de se spécialiser dans une langue.

### L’École d’Informatique et de Mathématiques
Le programme de Sciences Informatiques et Mathématiques propose une licence avec deux spécialisations : l’une en mathématiques et l’autre en informatique. Le programme MACS attire les étudiants les plus performants de Géorgie, comme en témoignent les résultats des Examens Nationaux Unifiés : les sept meilleurs scores de 2014 sont inscrits dans ce programme.

### L’École de Physique
Ce programme dure quatre ans et mène à un diplôme de Bachelor of Science en physique. Il offre une base solide dans des domaines traditionnels et de pointe : astrophysique et relativité générale, physique de la matière condensée et physique des particules. Ce diplôme constitue une excellente base pour des études supérieures ou des carrières variées dans différents secteurs liés à la physique.

### L’École de Sciences sociales
Cette école offre une formation en arts libéraux couvrant les sciences sociales et l’humanité. Les étudiants acquièrent des connaissances dans des domaines tels que la philosophie, l’anthropologie, la sociologie, la psychologie, l’histoire, l’art et la littérature. Une priorité est donnée à la pensée indépendante et à l’analyse critique. Les étudiants travaillent sur des textes classiques, participent à des discussions animées et étudient dans divers champs disciplinaires. En outre, ils suivent des cours en commerce, économie, droit et gestion de projet pour se préparer à des carrières dans les gouvernements, les entreprises, les ONG et les médias.

## Histoire

### Le fondateur: Kakha Bendoukidze
Bendoukidze (1956-2014) est un homme d'État, homme d'affaires et philanthrope géorgien. Son objectif principal était de permettre à chaque adulte motivé d’accéder à une éducation de qualité, indépendamment de ses moyens financiers. Pour atteindre ce but, il a réalisé des investissements sans précédent dans le domaine de l’éducation en Géorgie. Entre 2007 et 2014, il a investi plus de 50 millions de dollars dans ce domaine.

« J'ai créé une organisation dans laquelle je ne peux qu'investir de l'argent, sans jamais pouvoir en retirer quoi que ce soit. C'est une organisation caritative, c'est son statut officiel. [...] Son bénéficiaire est l'éducation, pas Bendoukidze ni aucun autre membre de ma famille. »

— Kakha Bendoukidze

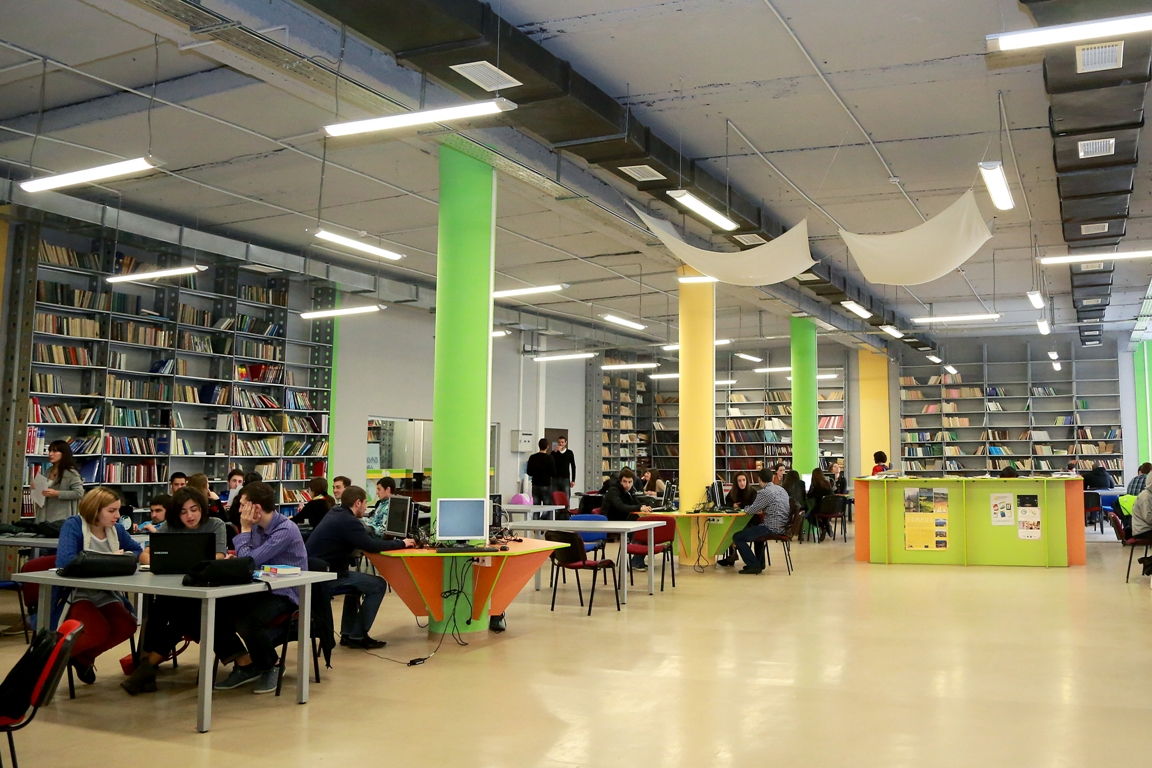
Bibliothèque de l’université

Après la Révolution des Roses, Bendoukidze a été nommé ministre de l'Économie en 2004 par l’ancien président Mikheil Saakachvili. Il a occupé ce poste de juin à décembre 2004, puis celui de ministre chargé de la coordination des réformes (décembre 2004 – janvier 2008) et enfin chef de la Chancellerie du gouvernement géorgien (février 2008 – février 2009). Il a été l’architecte des réformes libérales qui ont profondément transformé l’économie post-soviétique de la Géorgie.
Sous sa direction, entre 2004 et 2007, la Géorgie a connu une croissance économique annuelle de 9,3 % et a multiplié par quatre les investissements étrangers. Le gouvernement a également réduit les taxes par quatre, diminué de 90 % le nombre de licences nécessaires et libéralisé le marché du travail. Ces mesures ont contribué à l’émergence d’une classe moyenne jusqu’alors quasi inexistante.
Bendukidze a également fondé une œuvre caritative, la Fondation du Savoir, et a joué un rôle déterminant dans la création de l’Université Agricole de Géorgie.